# عاطف ياسين الشريف
عاطف ياسين الشريف شغل منصب رئيس البورصة المصرية (1 يوليو 2013 - 7 أغسطس 2013) ومستشار البورصة المصرية السابق والمؤسس والشريك الرئيس لشركة الشريف للاستشارات والمحاماة حاليا. وقد مثّل الشريف البورصة المصرية في العديد من مؤتمرات أسواق المال واتحاد البورصات العربية والأفريقية والعالمية كما ساهم في إعداد العديد من تشريعات وقواعد سوق المال المصرى منذ التحاقه بالبورصة المصرية عام 1994 وحتي عام 2015، كما ساهم في إنشاء سوق دمشق للأوراق المالية وسوق المال الليبي، ومؤسس والأمين العام لجمعية تنمية علاقات المستثمرين المصرية.

## مناصب شغلها
- المؤسس والشريك الرئيسي لشركة الشريف للاستشارات والمحاماة.
- رئيس البورصة المصرية 2013.
- مستشار البورصة المصرية السابق.
- نائب رئيس القطاع القانوني بالبورصة المصرية.
- العمل بالقطاع القانوني بالبورصة المصرية منذ عام 1994.
- ممثل البورصة المصرية في العديد من المؤتمرات المتعلقة بأسواق المال والبورصات العربية في مصر والخارج.
- الإشراف علي أمانة السر والمتابعة لمجلس إدارة البورصة المصرية.
- عضو اللجنة الدائمة لإعداد وتعديل اللوائح الخاصة بالبورصة المصرية.
- عضو لجنة التداول بالبورصة المصرية.
- عضو لجنة شئون العاملين بالبورصة المصرية.
- المرافعة أمام المحاكم المختلفة منذ عام 1990.
- المشاركة في العديد من قضايا التحكيم.

## الدراسة
- في المرحلة النهائية لإتمام درجة الدكتوراه في إدارة الأعمال – كلية التجارة (جامعة القاهرة).
- ماجستير إدارة الأعمال (MBA) - أسواق مالية – الأكاديمية العربية للعلوم المالية والمصرفية عام 2010.
- دبلوم في حقوق الإنسان – المعهد الدولي للعلوم الجنائية – سيراكوزا - إيطاليا عام 1990.
- ليسانس حقوق – جامعة أسيوط – عام 1988.
- دورة في حقوق الإنسان – المعهد الدولي للعلوم الجنائية – سيراكوزا - إيطاليا عام 1990.
- دراسات في تحكيم – مركز التحكيم – كلية الحقوق (جامعة عين شمس).
- دورات عن حقوق الإنسان بالمغرب.
- دورات في التحكيم التجاري – كلية التجارة (جامعة الإسكندرية).
- دورات مختلفة بجامعة القاهرة في التوريق وأدوات الدين والمشتقات.
- دورات مختلفة بجامعة القاهرة في جرائم البنوك وغسيل الاموال.
- دورة في المراجعة الداخلية والحوكمة من المنظمة العربية لعلوم الإدارة.
- دورات تدريبية عن أسواق المال بمصر ولبنان والإمارات والأردن.
- دورات تدريبية عن التحكيم بالقاهرة وتونس والأردن.
- دورة تدريبية عن التحكيم في الأوراق المالية باللغة إنجليزية بالتعاون بين بورصة القاهرة وبورصة نيويورك – الولايات المتحدة.

## مؤلفات
وللشريف عدة مقالات بارزة في وسائل اعلام محلية ودولية وقد أصدر كتاباً بعنوان «البورصة.. صـراع الثيـران والدببـة» والذي يتناول فيه تاريخ البورصة منذ إنشائها عام 1883 وحتى الآن والدور الذي ساهمت به البورصة في التنمية الاقتصادية وتمويل المشروعات. ويضم الكتاب خمسة أبواب رئيسية، تتناول أيضا تاريخ البورصات عالميا وإقليميا، وحمل الباب الأول عنوان «العودة إلى الأمام» وتضمن أشهر بيع لعملية أسهم في مصر تخص قناة السويس. وتناول الباب الثانى تاريخ ونشأة البورصة المصرية وتطورها تحت عنوان جذاب أسماه الكاتب «جمهورية البورصة المصرية»، أما البابان الثالث والرابع فقد تناول فيهما الكاتب الجزء الفنى الخاص بالبورصة من عمليات ومؤشرات ومعايير وإجراءات وقواعد. وتناول الباب الأخير شرح كيفية أن تكون «بورصجى» من خلال تقديم أبجديات ونصائح وإجابات مفصلة عن أكثر الأسئلة الشائعة في عالم «البورصة». ويهدف الكتاب لدعم معرفة ودراية كافة أطراف السوق حول البورصة المصرية خاصة صغار المستثمرين وقليلو الخبرات بالتعامل بالبورصة، ويحتوى على دراسات ونظريات في التحليل المالى والتحليل الفنى لكن يضم أيضا رؤية تحليلية تعليمية مسبطة تمكن المستثمر من مواجهة المشاكل والمواقف اليومية التي قد يتعرض لها. والكتاب يساعد كل من يفكر في الدخول إلى عالم البورصة ليبدأ بداية صحيحة آمنة، ولكل من هو موجود في عالم البورصة للتعرف على الطريق الصحيح للاستثمار الذي يحقق له أقصى عائد ممكن، ويضع يده على أفضل استراتيجيات التداول التي تضمن تحقيق أهدافه الاستثمارية. وقد قام مؤخراً بإصدار كتاب بعنوان «المشروعات الصغيرة والمتوسطة».

## العضوية
- عضو نقابة المحامين (مصر) منذ عام 1989 وحتى الآن، عضو اتحاد المحامين العرب منذ 1990، وقد تم القيد أمام محكمة النقض 2010.
- عضو مجلس إدارة المنظمة العربية للمحامين الشبان (مقرها المغرب).
- مؤسس والأمين العام لجمعية تنمية علاقات المستثمرين المصرية.
- نائب رئيس مجلس إدارة جمعية محامي وحقوقي البحر المتوسط (مقرها تونس).
- محكم بمركز تحكيم جامعة عين شمس.
- عضو مجلس إدارة شركة EGID المملوكة لبورصتى المصرية ونازداك.
- عضو الجمعية المصرية للاقتصاد السياسي والإحصاء والتشريع.